# 磷化锌
磷化锌是一种无机化合物，化学式为Zn3P2。

## 制备
由红磷与锌粉混合后经高温烧成反应，然后冷却、粉碎得到磷化锌成品。
{\displaystyle {\rm {\ 6Zn+P_{4}\rightarrow 2Zn_{3}P_{2}}}}

## 性质
灰色粉末，不溶于水和醇类，溶于酸、苯和二硫化碳。在1100°C氢气中升华。常温空气中发生磷臭味，但不着火。遇水和潮湿空气会缓慢分解，遇酸则剧烈分解放出剧毒的磷化氢气体，易着火。与浓硝酸接触即被氧化并发生爆炸。有毒！

## 用途
磷化锌是一种优良的杀鼠剂，可以毒杀各种鼠类。也可用作粮食库熏蒸剂。